# Флемстид, Джон
Джон Фле́мстид (устаревшее: Фламстид, англ. John Flamsteed; 19 августа 1646 — 31 декабря 1719) — английский астроном, первый Королевский астроном, основатель и первый директор Гринвичской обсерватории (с 1675 года).
Основные труды — таблицы движения Луны (1673), каталог положений около 3 тысяч звёзд (1712—1725) и звёздный атлас (опубликован в 1729). Выполнил большое число наблюдений Луны, которые были использованы И. Ньютоном при обосновании закона всемирного тяготения. Посмертно был опубликован составленный им атлас звёздного неба Atlas Coelestis.

## Биография
Джон Флемстид родился 16 августа 1646 года в деревне Денби (англ. Denby) (графство Дербишир, Англия). Он был единственным сыном Стефана Флемстида (Stephen Flamsteed) и его первой жены Мери Спадман (Mary Spadman). Учился в бесплатной школе в городе Дерби, затем в «Дерби Скул» (англ. Derby School) при церкви Св. Петра в том же городе, где его отец занимался бизнесом по продаже солода. В руководстве школы в то время были, в основном, пуритане. Джон Флемстид успешно овладел латинским языком, необходимым для чтения литературы в те времена, а также любил историю. Окончил школу в мае 1662 года:3—4.
Поступление в «Джизус-Колледж» (Кембриджского университета), рекомендованное директором «Дерби Скул», пришлось отложить на несколько лет из-за хронических заболеваний. В эти годы Флемстид помогал своему отцу в бизнесе, у отца же научился арифметике и дробям. Проявлял большой интерес к математике и астрономии. В июле 1662 г. с восхищением прочитал «Трактат о сфере» (лат. De sphaera mundi) — труды астронома XIII в. Иоанна Сакробоско, а 12 сентября того же года сам наблюдал частичное солнечное затмение. В начале 1663 года Фламстид прочитал «Искусство создания солнечных часов» (англ. The Art of Dialling) Томаса Фале (англ. Thomas Fale), что пробудило в нём интерес к солнечным часам. Летом 1663 года прочёл «Канон» (англ. Canon) Эдмунда Уингейта (англ. Edmund Wingate), «Канон» Уильяма Отреда и «Искусство создания солнечных часов» Томаса Стиррупа (англ. Thomas Stirrup). Примерно в то же время Джон Флемстид приобрёл книгу Томаса Стрита (англ. Thomas Street) «Астрономия Каролина, или новая теория небесного движения» (англ. Astronomia Carolina, or A New Theory of the Celestial Motions (Caroline Tables)). Фламстид объединился с местными джентльменами, которые также интересовались астрономией. Среди них был Уильям Личфорд (William Litchford), у которого в библиотеке была работа астролога Джона Гэдбери (англ. John Gadbury) с астрономическими таблицами Джереми Хоррокса (умершего в 1641 г. в возрасте двадцати трёх лет). Джон Флемстид, как и Исаак Ньютон, был очень впечатлён работами Хоррокса:8—11.
В августе 1665 г. девятнадцатилетний Флемстид написал свою первую научную работу по астрономии, названную «Математические очерки» (англ. Mathematical Essays), посвящённую проектированию, изготовлению и использованию квадранта, и включавшую таблицы астрономических данных, рассчитанных для широты города Дерби:11.
И только в сентябре 1670 г. Джон Флемстид приезжает в Кембридж и становится студентом «Джизус-Колледжа». Насколько известно, он не жил там постоянно; так, в 1674 году Флемстид провёл в Кембридже около двух месяцев, но зато имел возможность посещать «Лукасовские лекции» (англ. Lucasian Lectures) самого Исаака Ньютона:26.
Посвящённый в сан диакона, Флемстид готовился жить в Дербишире, когда вдруг получил приглашение в Лондон. 4 марта 1675 года, согласно королевскому приказу «The King’s Astronomical Observator», он был назначен первым Королевским астрономом, с денежным содержанием в размере 100 фунтов стерлингов в год. В июне того же года другими приказом короля Англии была учреждена Гринвичская королевская обсерватория, а в августе Джон Флемстид заложил первый камень в её фундамент. В феврале 1676 г. он был принят в Лондонское королевское общество, а в июле — поселился в обсерватории, где и жил до 1684 года, когда был окончательно назначен приходским священником деревни Бёстоу (англ. Burstow) графства Суррей (Юго-Восточная Англия), — но при этом сохранил за собой должность Королевского астронома. Так, на двух должностях сразу, Джон Флемстид и оставался вплоть до своей кончины в 1719 году. Похоронен в Бёрстоу.
Рукописи и научные инструменты Флемстида после его смерти были забраны его вдовой. Рукописи были возвращены много лет спустя, но инструменты исчезли.

## Научная работа
Флемстид смог точно рассчитать время солнечных затмений 1666 и 1668 года. Среди его научных достижений — записи шестикратных наблюдений планеты Уран (правда, он ошибочно принял её за звезду из созвездия Тельца и внёс в каталог под именем «34 Tauri»). Первое наблюдение Урана было им сделано в декабре
1690 года, и оно до сих пор остаётся самым ранним из известных астрономических наблюдений этой планеты (хотя ещё Гиппарх в 128 году до н. э. внёс её в свой каталог звёзд). 
16 августа 1680 года Флемстид каталогизировал «звезду 3» созвездия Кассиопеи (3 Cassiopeiae), которую другие астрономы потом не обнаружили. Три века спустя американский историк астрономии Уильям Эшворт (англ. William Ashworth) предположил, что наблюдавшийся Флемстидом объект был последней до настоящего времени сверхновой, вспыхнувшей в нашей Галлактике. Сейчас на её месте остался сильнейший источник радиоизлучения за пределами Солнечной системы, известный как 3C 461 (Третий Кембриджский каталог радиоисточников) или как Кассиопея A. Однако, положение флемстидовской «3 Cassiopeiae» не точно совпадает с Кассиопеей А, и по расчётам, взрыв этой сверхновой должен был произойти в 1667-м, а не в 1680 году. Поэтому другие историки считают, что это была ошибка Флемстида: например, неправильно записанные координаты уже известной звезды.
В 1681 году Флемстид предположил, что две кометы, наблюдавшиеся в ноябре и декабре 1680 года — на самом деле были двумя появлениями одной и той же кометы (Большой кометы 1680 года), которая в первый раз приближалась к Солнцу, а во второй — удалялась от него. Исаак Ньютон сначала спорил об этом с Флемстидом, но потом согласился с ним и предложил теорию о том, что кометы, так же как и планеты, обращаются вокруг Солнца по определённым орбитам — но только сильно вытянутым эллиптическим. Вскоре рассерженный Флемстид узнал, что Ньютон с помощью Эдмунда Галлея получил доступ к записям его наблюдений.
Работая Королевским астрономом, Джон Флемстид около сорока лет наблюдал звёзды и тщательно записывал их в свой звёздный каталог, который в итоге стал содержать в три раза больше звёзд, чем звёздный атлас Тихо Браге. Не желая рисковать своей репутацией, публикуя непроверенные данные, Флемстид держал незавершённые записи под печатью в Гринвиче. В 1712 г. Исаак Ньютон, который тогда был президентом «Лондонского королевского общества», а также Эдмунд Галлей — каким-то образом заполучили эти записи и опубликовали их в «пиратском» звёздном каталоге. Узнав об этом, Джон Флемстид сумел собрать триста из четырёхсот напечатанных экземпляров того каталога и сжёг их, после чего написал своему ассистенту Абрахаму Шарпу: «Если сэр И. Н. был бы восприимчив к этому, я бы сделал ему и др. Галлею большое одолжение» (англ. If Sir I.N. would be sensible of it, I have done both him and Dr. Halley a great kindness).
Авторский вариант звёздного каталога Флемстида (отредактированный его женой Маргарет) был опубликован лишь посмертно, в 1725 году. Он содержал записи астрономических наблюдений Флемстида, а также каталог 2395 звёзд, положения которых на небесной сфере были указаны более точно, чем в любой предшествующей работе по астрономии. Этот каталог считается первым значимым вкладом Гринвичской обсерватории в развитии астрономической науки. Другой известный научный труд этого астронома — «Обозначения Флемстида» — цифровые обозначения звёзд, которые вскоре были опубликованы во французском издании каталога, и продолжают использоваться до сих пор. В 1729 году вдова Флемстида опубликовала (при технической поддержке Джозефа Кроствэйта (Joseph Crosthwait) и Абрахама Шарпа) «Atlas Coelestis».

## Признание и память
- Член «Лондонского королевского общества» с 1676 года.
- Именем Флемстида назван кратер на Луне, а также астероид 4987.
- Многие школы и колледжи в Дербишире носят имя Дж. Флемстида. В его честь назван научный отдел академии «Джон Порт Скул» (англ. John Port School), а также «Школа им. Дж. Флемстида»[англ.] на родине астронома — в деревне Денби[англ.]. А в школе «Ecclesbourne School» в деревне Даффилд[англ.] есть «Дом Флемстида» (Flamsteed House)
- Восточное окно храма в деревне Бёрстоу, в котором Флемстид в конце своей жизни служил священником, оформлено как мемориал в память о нём[17].
- В начале 2013 года городской совет и городское общество города Дерби объявили об установке в честь Флемстида голубой мемориальной доски на улице Кинг Стрит[18].